# Procureur général de l'Australie-Occidentale
Le procureur général de l'Australie-Occidentale (Attorney-General of Western Australia en anglais) est le membre du gouvernement de l'Australie-Occidentale responsable pour la maintenance et l'amélioration du système de justice et juridique de l'Australie-Occidentale. Avant la mise en place du gouvernement représentatif en 1870, le titre de cette position était avocat général de l'Australie-Occidentale (Advocate-General of Western Australia). Le procureur général doit être un juriste qualifié. Lorsqu'il n'y en a pas au sein du cabinet, une personne non élue est parfois nommée pour être ministre de la Justice (Minister for Justice).
Le procureur général de l'Australie-Occidental actuel, depuis le 29 juin 2012, est Michael Mischin (en).

## Liste des avocats généraux de l'Australie-Occidentale
La liste suivante comprend les avocats généraux de l'Australie-Occidentale de 1831 à 1870.
| Nom                                     | Années                                  |
| --------------------------------------- | --------------------------------------- |
| William Mackie (en)                     | 1831 à 1834                             |
| L'honorable George Fletcher Moore (en)  | 1834 à 1846                             |
| L'honorable Richard West Nash           | 1841 à 1846 (par intérim) ; 1846 à 1852 |
| L'honorable B. W. Vigors                | 1852 à 1854 (par intérim)               |
| L'honorable George Frederick Stone (en) | 1854 à 1857                             |
| L'honorable Richard Burnie              | 1857 à 1859                             |
| L'honorable George Frederick Stone (en) | 1860 à 1870                             |

## Liste des procureurs généraux de l'Australie-Occidentale
La liste suivante comprend la liste des procureurs généraux de l'Australie-Occidentale.
| Nom                       | Dates                               |
| ------------------------- | ----------------------------------- |
| Robert John Walcott       | 4 novembre 1870 - décembre 1872     |
| Sir Henry Hocking         | décembre 1872 - 30 juin 1874        |
| George Walpole Leake (en) | 30 juin 1874 - 16 janvier 1875      |
| Sir Henry Hicks Hocking   | 16 janvier 1875 - 25 février 1879   |
| George Walpole Leake (en) | 1er mars 1879 - 24 novembre 1879    |
| Edward Albert Stone (en)  | 24 novembre 1879 - 21 mars 1880     |
| George Walpole Leake (en) | 21 mars 1880 - 21 mars 1881         |
| Alexander Onslow (en)     | 21 mars 1881 - 9 avril 1883         |
| George Walpole Leake (en) | 9 avril 1883 - 10 juillet 1883      |
| Alfred Hensman (en)       | 10 juillet 1883 - 18 juin 1886      |
| Septimus Burt (en)        | 19 juin 1886 - 3 décembre 1886      |
| Charles Warton            | 9 décembre 1886 - décembre 1890     |
| Septimus Burt (en)        | 29 décembre 1890 - 27 octobre 1897  |
| Richard Pennefather (en)  | 27 octobre 1897 - 20 mars 1901      |
| William Sayer (en)        | 25 mars 1901 - 27 mai 1901          |
| George Leake (en)         | 27 mai 1901 - 21 novembre 1901      |
| Frederick Moorhead (en)   | 21 novembre 1901 - 23 décembre 1901 |
| George Leake (en)         | 23 décembre 1901 - 24 juin 1902     |
| Walter James              | 1er juillet 1902 - 10 août 1904     |
| Norbert Keenan (en)       | 14 mai 1906 - 14 mai 1909           |
| John Nanson (en)          | 16 septembre 1910 - 7 octobre 1911  |
| Thomas Walker (en)        | 7 octobre 1911 - 27 juillet 1916    |
| Robert Robinson (en)      | 27 juillet 1916 - 17 mai 1919       |
| Thomas Draper (en)        | 17 mai 1919 - 12 mars 1921          |
| Thomas Davy (en)          | 24 avril 1930 - 18 février 1933     |
| Hubert Parker (en)        | 22 février 1933 - 8 avril 1933      |
| Robert Ross McDonald (en) | 1er avril 1947 - 5 janvier 1948     |
| Arthur Abbott (en)        | 5 janvier 1948 - 23 février 1953    |
| Arthur Watts (en)         | 2 avril 1959 - 31 janvier 1962      |
| Ron Bertram (en)          | 3 mars - 30 septembre 1971          |
| Tom Evans (en)            | 21 octobre 1971 - 8 avril 1974      |
| Ian Medcalf (en)          | 22 décembre 1975 - 25 février 1983  |
| Joe Berinson (en)         | 25 février 1983 - 16 février 1993   |
| Cheryl Edwardes (en)      | 16 février 1993 - 21 décembre 1995  |
| Peter Foss (en)           | 21 décembre 1995 - 16 février 2001  |
| Jim McGinty (en)          | 16 février 2001 - 23 septembre 2008 |
| Christian Porter (en)     | 23 septembre 2008 - 12 juin 2012    |
| Michael Mischin (en)      | 29 juin 2012 -                      |